# 沈澄
沈澄，大紫荊勳賢，SC，JP（1935年10月7日—2000年11月30日）是香港法官，出生於書香世家，曾在香港及英國接受教育，畢業於牛津大學。

## 生平
沈澄在1935年10月7日生於香港，早年在香港就讀小學及中學，1952年至1954年負笈英國湯頓英皇書院。預科畢業後於1954年至1959年在牛津大學修讀法學士學位，1958年考獲大律師（英格蘭）執業資格，並於1959年起於香港私人執業。至1974年獲委任為御用大律師，同年獲委任為太平紳士。
1995年，沈澄獲委任為香港高等法院上訴法庭法官；1997年回歸後獲委任為香港終審法院法官。2000年獲香港特別行政區行政長官董建華頒授大紫荊勳章，同年9月退休，但轉任非常任香港法官，唯未及上任即於同年11月30日離開人世。為紀念沈澄對香港法律界的貢獻，香港大律師公會特設沈澄紀念獎學金。
沈澄一直致力於把香港的法律工作者（事務律師及訟務律師，即大律師）的工作合併，並消除兩者的界限。不過這項工作直到現在仍然未能完成。

## 家庭
沈澄的妻子為六十年代當紅女星白露明，女兒為香港區域法院法官謝沈智慧。

## 外部連結
- 終審法院首席法官就沈澄法官逝世的悼辭 （页面存档备份，存于）